# Comet (album)
Comet è il nono album in studio del gruppo musicale punk rock statunitense The Bouncing Souls, pubblicato nel 2012.

## Tracce
1. Baptized – 3:22
2. Fast Times – 3:22
3. Static – 2:56
4. Coin Toss Girl – 4:05
5. Comet – 5:21
6. We Love Fun – 2:33
7. Infidel – 1:42
8. DFA – 2:34
9. In Sleep – 4:39
10. Ship in a Bottle – 3:48

## Formazione
- Greg Attonito - voce
- Pete Steinkopf - chitarra
- Bryan Kienlen - basso
- Michael McDermott - batteria